# Арвье
Арвье́ (фр. Arvier) — коммуна в Италии в автономном регионе Валле-д’Аоста на реке Дора-Бальтеа. Через коммуну проходит международная автомобильная трасса во Францию и Италию и железная дорога.
Состоит из двух населённых пунктов — собственно Арвье и Леверонь (фр. Léverogne). С запада к последнему, примыкает деревня Гарен (фр. Garin) — родина первого чемпиона гонки Тур-де-Франс Мориса Гарена.
Площадь коммуны Арвье около 33 км². Почтовый индекс — 11011. Телефонный код — 0165. В Арвье находится винный кооператив Анфер д'Арвье (фр. Enfer d'Arvier). 
Покровителем Арвье считается святой Сульпиций, празднование 17 января.

## История
Название происходит от латинского Арвариум (Arvarium). На местном Франкопровансальском патуа, название коммуны пишется Arvë. Коммуна сформировалась у подножия скалы на которой стоит замок Де ла Мот (фр. de la Mothe), впервые упомянут в документах в 1287 году. Замок и прилегающая местность переходили из рук в руки различных дворянских родов Савойи, но к XVIII в. замок был окончательно заброшен.
18 сентября 1944 года в Арвье немецкая оккупационная армия провела показательный расстрел мирных жителей в отместку за действия партизан. Жертвы похоронены на городском кладбище. В центре Арвье находится памятник им, а центральная улица в деревни Леверонь названа улицей 18 сентября.
В деревне Леверонь также родился политик Коррадо Жекс (Corrado Gex; 1932—1966).

## Демография
Население составляет 896 человек (2010 г.), плотность населения составляет 26 чел./км².
Динамика населения:

## Администрация коммуны
- Телефон: 0165 929001.